# هوركلية إسفينية
هوركلية إسفينية (الاسم العلمي:Horkelia cuneata) هي نوع غير مؤكد من النباتات تتبع جنس الهوركلية من الفصيلة الوردية.